# 中澳保護候鳥及其棲息環境的協定

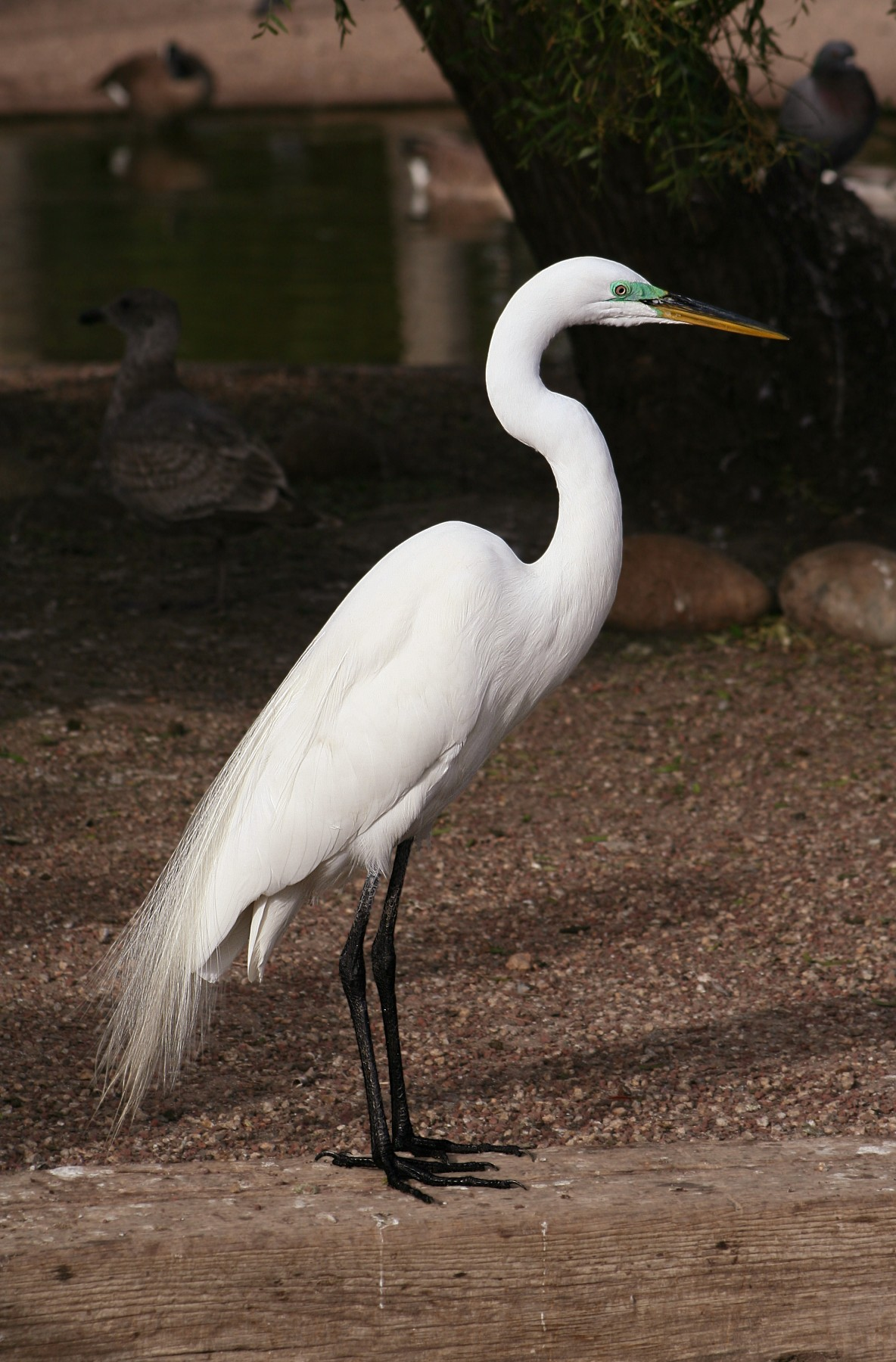
大白鷺－保護候鳥之一

中澳保護候鳥及其棲息環境的協定，全称为中华人民共和国和澳大利亚政府保护候鸟及其栖息环境协定，由中國與澳洲簽訂，目的是盡力減少對兩國間候鳥所到之主要地區的傷害。位於澳洲悉尼南部Towra Point自然保護區是候鳥所到的地區，也是協議的重點。根據協議，簽約國須禁止捕捉候鳥及其鳥蛋，但在該國法例容許下則例外：譬如為了科學及教育、保障人身財產安全、為維持每年生育數量而容許的狩獵等。該協議在1986年10月20日展開，1988年9月1日實行。 

## 外部連結
- 中澳保護候鳥及其棲息環境協定候鳥的種類81種
- 條約原文－Austlii（页面存档备份，存于）（英文）